# Daisy Marie

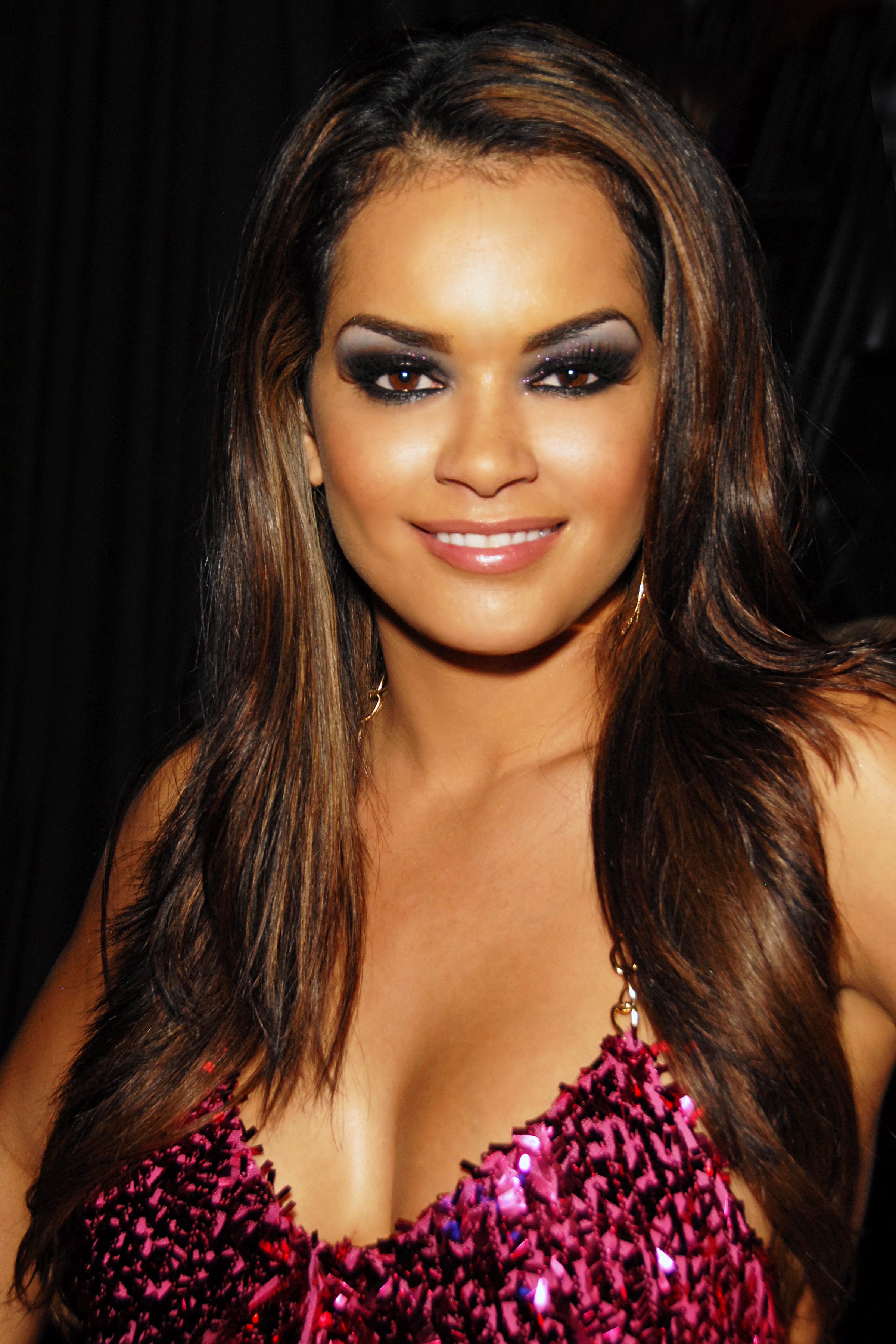
Daisy Marie (2011)

Daisy Marie (* 6. Februar 1984 in Glendale, Kalifornien als Brittania Ochoa) ist eine ehemalige US-amerikanische Pornodarstellerin und Model.

## Karriere und Leben
Marie wuchs vor allem in Salem in Oregon auf. Sie verbrachte ebenfalls viel Zeit mit ihrer Familie im mexikanischen Zacatecas. Sie spielte in vielen Filmen für Erwachsene mit und hatte zwei Auftritte in der Howard Stern Show (Juli 2003 und November 2004). Des Weiteren hat sie für verschiedene Porno-Magazine posiert und arbeitet mit Fotografen wie Suze Randall zusammen. Daisy Marie hat auch mit Randalls Tochter Holly für die Sportmarke Fantasy Fitness gearbeitet.
Im Jahr 2005 trat sie im Musikvideo Disco Inferno von 50 Cent auf. Marie war einer der Finalisten der zweiten Staffel der Playboy-TV-Serie Jenna’s American Sex Star. Später war sie Gastgeberin der Playboy-TV-Serie All Nite Party Girls. Marie erschien auf dem Cover der Juni-Ausgabe 2008 des Penthouse-Magazins und wurde dort auch als „Pet of the Month“ vorgestellt. Im Jahr 2012 ist sie in Szenen des Films Rack City XXX zu sehen, bei dem der Rapper Tyga Regie führte und bei dem auch die Darsteller Ice LaFox, Jada Fire und Skin Diamond mitspielen. Sie war bei den AVN Awards 2013 in den Kategorien „Best Girl/Girl Sex Scene“ und „Best Tease Performance“ nominiert. Im Jahr 2014 wurde sie bei den AVN Awards in der Kategorie „Best All-Girl Group Sex Scene“ in dem Film Naughty Athletics 15 nominiert. Marie drehte zudem Szenen für die Websites Brazzers, Naughty America und BangBros.

## Filmografie (Auswahl)
- 2003: College Invasion 2
- 2004: Crema Latina
- 2004: Groupie Love
- 2005: Internal Explosions 4

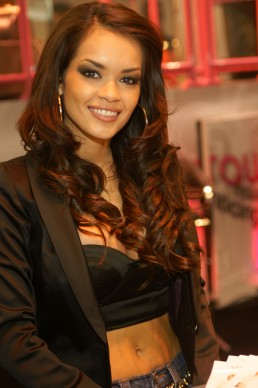
Daisy Marie auf der AVN Adult Entertainment Expo (2008)

- 2005: Pussyman’s Decadent Divas 27
- 2006: Blow Me Sandwich 10
- 2006: Bang Bus 15
- 2006: Jack’s POV 2
- 2006: No Man’s Land 41
- 2007: Britney Rears 4 – Britney Goes Gonzo
- 2007: College Invasion 11
- 2008: Busty Bonitas Bon Bons
- 2008: Young Harlots in Detention
- 2008: Latina Hollywood Hookers
- 2008: Penthouse Tied Up
- 2008: Big Mouthfuls
- 2009: Suck It Dry 6
- 2009: Brand New Faces 7
- 2009: Attack of the Cfnm 3
- 2009: Baby Got Boobs 1
- 2009: Meet the Twins 16
- 2010: Attack of the Cfnm 4
- 2012: Bad Ass Barrio Babes
- 2012: Rack City XXX
- 2012: Lesbian Workout
- 2012: This Isn’t the Girl with the Dragon Tattoo… It’s an XXX Spoof
- 2014: Big Tit Pickups 2
- 2014: My Sister's Hot Friend
- 2017: Beauties Taste Each Other's Juices
- 2018: Cheating Latin Wife
- 2018: Mexicunt
- 2019: Housewife 1 on 1
- 2019: Prized Pussy 2
- 2020: Daisy Nautica and Sativa Have Hot Three-way Sex
- 2021: Latina Babe Daisy Marie Gets Dp'd with Toys by Hot Blonde Sammie Rhodes
- 2022: Hot And Mean 28

## Auszeichnungen
- 2008: Penthouse Pet of the Month
- 2009: F.A.M.E. Award – Favorite Underrated Star
- 2017: Aufnahme in die AVN Hall of Fame[1]